# Porta di Vicari
La Porta di Vicari (detta anche Porta di Sant'Antonino) era una delle più antiche porte di Palermo. Sorgeva all'estremità meridionale dell'arteria costituita da Via Maqueda o Strada Nuova, opposta rispetto alla Porta Maqueda, edificata a settentrione.

## Storia
La porta si trova nella posizione attuale sin dal 1600 quando fu edificata definendone la volta nel Baluardo di Sant'Antonino adiacente alla chiesa di Sant'Antonio di Padova. Il nome fa riferimento al pretore della città Francesco del Bosco, conte di Vicari, benché il Senato Palermitano avesse decretato l'appellativo di Porta Manriguez, in omaggio ad Aloisa Manriguez, consorte del viceré di Sicilia Bernardino de Cardenas y Portugal, duca di Maqueda.
Subì parecchie modifiche negli anni:
- 1637, Restauro e abbellimento a cura del Pretore Pietro Valdina, marchese della Rocca. Luigi Guglielmo I Moncada, duca di Montalto, presidente del Regno.[2]
- 1716, Pretore Ferdinando Gravina, principe di Palagonia. Annibale Maffei, conte e viceré di Sicilia[2] progettazione della decorazione ed esecuzione della stessa a carico di Andrea Palma.[3]
- 1778, Pretore Antonino La Grua, marchese di Regalmici. Marcantonio Colonna, principe di Stigliano, viceré di Sicilia. La facciata interna fu arricchita di pilastri e colonne.[2]

Nel 1789 la porta e il baluardo furono demoliti. Durante il vicereame di Francesco d'Aquino, principe di Caramanico, l'impianto fu avanzato di pochi passi sul piano di Sant'Antonio, ricostruito di sana pianta senza arco di volta, costituito da piloni fronteggianti, arricchiti da fontane con vasche. Una recante le armi del pretore Girolamo Grifeo, principe di Partanna. L'altra quelle di Girolamo Corvino, principe di Mezzojuso, sindaco della città.